# モレリア
モレリア市（スペイン語：Morelia）は、メキシコ・ミチョアカン州の州都である。人口は約85万人。

## 都市名の由来
メキシコ独立運動に参加したホセ・マリア・モレーロスの名から採られた。市内には、モレーロスの生家や博物館があり、メキシコ国内から多くの観光客が訪れる。

## 歴史
モレリアがあるグアヤンガレオ谷における人の居住の歴史は、7世紀まで遡る。ここで見られる工芸品は、この地域の初期の文化におけるテオティワカン文化の影響を示している。12世紀に、タラスコ族が谷にやってきた。彼らは、スペイン人による支配以前に、この地域を政治的に支配していたが、大規模な定住はしていなかった。12世紀から15世紀の間、マトラツィンカ族 (Matlatzinca people) は、近くのパツクァロ湖を拠点としていたタラスコ族の認可を得て、この地域に移動してきた。主要なマトラツィンカ族の定住地は、現在フアレス広場がある場所であった。
ゴンサロ・ゴメスが率いるスペイン人が、1525年から1526年までグアヤンガレオ谷に進出してきた。1530年代に、このエリアは、フアン・デ・サン・ミゲルやアントニオ・デ・リスボアなどのフランシスコ会修道士による伝道を受けた。
今のモレリアの元になった集落は、アントニオ・デ・メンドーサ副王と数多くのエンコメンデーロにより、1541年に設立され、当初は、ヌエバ・シウダー・デ・ミチョアカン（ミチョアカンの新都市）と呼ばれていた。新たに設立された集落が急速に成長したため、バスコ・デ・キロガはスペインに行き、「新都市」がミチョアカンの首都にならないようにするため、ライバル集落であるパツクァロの市の名称と紋章を得た。更に新しい定住地をグアヤンガレオの名称に変更することも要求した。1545年にグアヤンガレオは、カール5世から、アントニオ・デ・メンドーサの故郷の名前にちなんだバリャドリード(Valladolid)という名で都市の地位を得た。これはミチョアカン州のアントニオ・デ・メンドーサとバスコ・デ・キロガの間の権力闘争の一部であった。キロガは生涯を通じて、総督とエンコメンデーロの反対にもかかわらず、パツクァロで政治的および教会的な権力を維持することができた。キロガは1565年に亡くなった。1580年までに、政治と宗教の両方の統治権力が、バリャドリードに移され、バスコ・デ・キロガが創設したコレヒオ・デ・サン・ニコラスを移転し、新しい大聖堂を設立するための基礎を築いた。

## スポーツ
- モナルカス・モレリア - プリメーラ・ディビシオン（メキシコ1部サッカーリーグ）所属のサッカークラブ。ホームスタジアムはエスタディオ・モレロス

## 麻薬戦争
市内に麻薬密売組織の拠点があるとされ、政府当局の捜索への反抗や対立する組織同士の抗争により治安は悪化しつつある。2008年9月15日の独立記念日には、市内2箇所で手榴弾が爆発する事件が発生、死者7人、負傷者101人を出す惨事となった。2009年5月26日には、麻薬組織の摘発を通じて組織と関係があった州知事、複数の警察署長も逮捕され、治安が急速に悪化した。メキシコ政府は軍隊を投入し麻薬組織の一掃を図っているが、同年9月2日には、麻薬組織側の報復により、州治安当局の副局長が殺害されている。

## 世界遺産

### 登録基準
この世界遺産は世界遺産登録基準のうち、以下の条件を満たし、登録された（以下の基準は世界遺産センター公表の登録基準からの翻訳、引用である）。
- (2) ある期間を通じてまたはある文化圏において、建築、技術、記念碑的芸術、都市計画、景観デザインの発展に関し、人類の価値の重要な交流を示すもの。
- (4) 人類の歴史上重要な時代を例証する建築様式、建築物群、技術の集積または景観の優れた例。
- (6) 顕著で普遍的な意義を有する出来事、現存する伝統、思想、信仰または芸術的、文学的作品と直接にまたは明白に関連するもの（この基準は他の基準と組み合わせて用いるのが望ましいと世界遺産委員会は考えている）。

## 姉妹都市
- アトラコムルコ、メキシコ
- コルドバ、アルゼンチン
- クアウトラ、メキシコ
- ドローレス・イダルゴ、メキシコ
- フラートン、アメリカ合衆国
- グアナフアト、メキシコ
- カンザスシティ、アメリカ合衆国
- ハバナ、キューバ
- リナレス、スペイン
- テピク、メキシコ
- ティフアナ、メキシコ
- ブルゴス、スペイン
- ヤキマ、アメリカ合衆国
- シワタネホ、メキシコ
- モントレーパーク、アメリカ合衆国